# 谢列姆金斯克区
谢列姆金斯克区（俄语：Селемджинский район）是俄罗斯联邦阿穆尔州下辖的一个区，其行政中心为埃基姆昌。据2016年统计，该区的人口为10574人。